# Czerwonka (województwo łódzkie)
Czerwonka – wieś w Polsce położona w województwie łódzkim, w powiecie tomaszowskim, w gminie Żelechlinek.
Wieś szlachecka położona była w drugiej połowie XVI wieku w powiecie rawskim ziemi rawskiej województwa rawskiego. W latach 1975–1998 miejscowość administracyjnie należała do województwa piotrkowskiego.

## Historia
Pierwsza odnotowana wzmianka o miejscowości Czerwonka pochodzi z Liber Beneficiorum Jana Łaskiego z 1523 roku.( strona 326 Liber Beneficiorum).
Wieś i folwark w powiecie rawskim, gm. Boguszyce. par. Żelechlinek oraz Krzemienica.
We wsi znajdował się rozległy folwark składający się z 703 morg (grunty orne i ogrody 390 morg, łąk 27 morg, pastwisk 1 morga, zarośli 198 morg, lasu 69 morg, nieużytków i place 18 morg) budowli drewnianych 10, pokłady torfu. Wieś Czerwonka 15 osad, gruntu 384 morgi.
W gminie Boguszyce, Czerwonka była podzielona na gromady:
- Czerwonka Kolonia
- Czerwonka[7]

Według Spisu Ludności z 1921 roku Czerwonkę Kolonie zamieszkiwało 162 mieszkańców w tym 12 ewangelików, a w Czerwonce wsi 211 w tym 15 ewangelików. Wszyscy mieszkańcy w Spisie podali narodowość polska. W 1939 roku po przegranej wojnie obronnej wieś należała do Generalnego Gubernatorstwa w dystrykcie radomskim.

## Dawni właściciele
- Kazimierz Bogatko herbu Pomian, dziedzic dóbr Czerwonki, Podkonice, Bieliny i innych.Urodzony w 1793 roku w Rylsku Małym. Zmarł 30 VI 1832 roku w Walach. Syn Jana Bogatko z Bogatek h. Pomian, regenta ziemskiego [rawskiego] Rawa Mazowiecka oraz Józefy Filipiny Pikarskiej z Pikart h. Półkozic. W 1829 roku zawarł związek małżeński z Moniką Walewską z domu Bagniewska. Doczekali się potomstwa Jana Prota Bogatko[9]
- Walery Kurzewski herbu Topacz, dziedzic dóbr Czerwonki.Syn Antoniego i Zofii z Boskich. Walery Kurzewski był trzecim mężem Moniki Bagniewskiej primo voto Colonna Walewska, 2.v. Bogatko, 3.v. Kurzewska. Był bratem Erazma Kurzewskiego porucznika 2 pułku piechoty liniowej podczas Powstania Listopadowego. Erazm został odznaczony Krzyżem Virtuti Militari. Erazm prawdopodobnie wychowywał  się na dworze w Czerwonce.

## Znani mieszkańcy
- Erazm Kurzewski ur. 1810